# Regina Braga
Regina Lúcia Viana Braga  (Rio de Janeiro, 13 de novembro de 1941 – Rio de Janeiro, 1 de novembro de 1999) foi uma roteirista e escritora brasileira.
Trabalhou como artista plástica nas décadas de 1960 e 1970, tendo sido aluna de Ivan Serpa. Posteriormente, nos anos 1980, atuou como poetisa e escritora de prosa, ficando conhecida profissionalmente como escritora e roteirista de telenovelas, cinema e teatro.

## Trajetória profissional
A escritora e roteirista trabalhou em quase todas as emissoras brasileiras. Ajudou Doc Comparato, na adaptação da obra épica O Tempo e o Vento, de Érico Verissimo, em 1985 para a TV Globo. Este foi seu primeiro trabalho em televisão. Em seguida, também colaborou com o novelista Aguinaldo Silva na minissérie Tenda dos Milagres, adaptada da obra do escritor Jorge Amado.
Em 1986, adaptou para o horário das oito na Rede Globo, ao lado de Eloy Araújo a nova versão da novela Selva de Pedra.
No ano de 1990, ela saiu desta emissora depois de fazer o roteiro para a novela de época do horário das seis Pacto de Sangue; única novela totalmente escrita antes da exibição.
Em 1995 escreveu A Idade da Loba, com Alcione Araújo, para a TV Bandeirantes. Trabalhou, escrevendo casos especiais e outros programas. Na TV Manchete, criou e escreveu em co-autoria com Márcio Tavolari em 1993 o seriado semanal Família Brasil, projeto pioneiro da televisão brasileira, o qual era uma mistura do realismo oriundo de notícias jornalísticas com a ficção da teledramaturgia. O seriado completava 1 ano no ar quando Régis Cardoso, então recém saído da TV Globo, entrou nesta outra emissora e decidiu que não haveria mais o seriado. Também na TV Manchete, Regina Braga assumiu a 2ª Parte da novela Amazônia, pois esta precisou ser reformulada. Em 1993, escreveu, com Alexandre Lydia, José Louzeiro e Márcio Tavolari, a minissérie O Marajá, uma comédia baseada no governo de Fernando Collor de Mello. No dia da estreia, a exibição foi proibida por uma liminar impetrada pelo ex-presidente. Até hoje, não se tem notícia das fitas em que a minissérie foi gravada.
No ano de 1997, Regina foi contratada pela TV Bandeirantes, onde apresentou várias sinopses de novelas com temas interessantes como: 'Milagres de Amor', uma história de amor e religião; 'Carrancas' sobre a vida de um povo que vive às margens do Rio São Francisco; e 'A Saga do Tietê' que se passaria na época dos bandeirantes. Mas com a descontinuação de produção de novelas pelo canal nenhuma obra sua foi realizada.

## Vida Pessoal
Regina foi casada com o norte-americano Bill Horne, nome artístico de William Oliver Horne, que era um conhecido trompetista e flautista de jazz. Ele também atuava como engenheiro de som. O casal possuía um casal de filhos: Robert e Luciana. Ambos eram proprietários de um estúdio musical, o Áudio Stúdio B, na Rua Anita Garibaldi, em Copacabana, na Zona Sul do Rio de Janeiro, por onde passaram alguns dos mais importantes nomes da Bossa Nova e do Jazz brasileiros. Durante algum tempo, Bill foi um dos poucos brasileiros membros da Audio Engineering Society dos EUA. A residência do casal ficou conhecida por possuir muitas figuras e quadros destacados da música, artes, teatro e cinema.

## Falecimento
Regina faleceu em 1 de novembro de 1999.

## Obras
- 1985 - Tenda dos Milagres - TV Globo
- 1986 - Selva de Pedra - TV Globo
- 1989 - Pacto de Sangue - TV Globo
- 1992 - Amazônia - TV Manchete
- 1993 - O Marajá - TV Manchete
- 1993 - Família Brasil - TV Manchete
- 1995 - A Idade da Loba - TV Bandeirantes